# Henry Marshall (homme politique)
Pour les articles homonymes, voir Marshall.
Henry Marshall est un homme politique confédéré, né le 28 décembre 1805 dans le comté de Darlington (Caroline du Sud) et mort le 13 juillet 1864 dans la paroisse de De Soto (Louisiane).

## Biographie
Marshall naît en 1805 dans le comté de Darlington, en Caroline du Sud.
Il devient sénateur de l'État de Louisiane. Il représente ensuite cet État au Congrès provisoire des États confédérés en 1861, puis au premier Congrès des États confédérés (en) de 1862 à 1864. Il est l'un des signataires de la Constitution des États confédérés d'Amérique.
Il meurt le 13 juillet 1864 dans la paroisse de De Soto, dans le Nord-Ouest de la Louisiane. Il est inhumé au Trinity Cemetery de Gloster.

## Source
- (en) « Index to Politicians: Marshall », sur The Political Graveyard (consulté le 18 juin 2017).